# 滨河圣胡安
滨河圣胡安（西班牙語：San Juan del Río），是西班牙加利西亚自治区奥伦塞省的一个市镇。总面积61平方公里，总人口932人（2001年），人口密度15人/平方公里。